# Бернхард (син на Карл Мартел)
Бернхард (Bernard; Bernhard; * 720, † 787) е граф от Каролингите.

## Биография
Той е незаконен син на Карл Мартел и Руодхайд, една саксонка.
Бернхард помага на франкската войска на племенника си Карл Велики в лангобардската му кампания (773 – 774) и пресича прохода Мон-Сенис, който е кръстен Проход Голям Сен-Бернар. През 787 г. е убит.

## Фамилия
С една жена от франките има син:
- Адалхард (* 752; † 2 януари 826), игумен na Корби, comte du palais при Карл Велики

С друга жена от саксите е баща на:
- Вала (* 773; † 31 август 836), игумен на Корби
- Гундрада († 814)
- Бернард (* 776 † 821), игумен на Корби
- Теодрада, игуменка
- Ингелтруда или Ида